# لويس بروكس
لويس بروكس (بالإنجليزية: Louis Brooks)‏ هو عازف جاز أمريكي، ولد في 19 مارس 1911، وتوفي في 5 مايو 1993.

## روابط خارجية
- لويس بروكس على موقع ميوزك برينز (الإنجليزية)
- لويس بروكس على موقع ديسكوغز (الإنجليزية)